# 北川里奈
北川 里奈（きたがわ りな、1993年7月6日 - ）は、日本の女性声優。神奈川県横浜市出身。Breeze所属。愛称は「きたりな」。

## 略歴
2013年にテレビアニメ『ガッチャマン クラウズ』で声優デビューを果たす。2014年に『ハピネスチャージプリキュア!』のメインキャラクターとなる大森ゆうこ / キュアハニー役で話題を集める。
デビュー当初は三木プロダクションに所属。2018年3月31日に退所しフリー期間を経て2018年9月より研音に所属。2023年4月より同グループのスリーハンドレットエンターテインメントに移籍。2024年3月31日をもって退所。2024年4月1日よりBreezeに所属。
2024年7月1日、自身のXアカウントにて結婚を報告。

## 人物
趣味は料理、散歩。特技はフルート、ヴァイオリン、書道、なぎなた（初段）。

## 出演
太字はメインキャラクター。

### テレビアニメ
2013年
- ガッチャマン クラウズ（2013年 - 2015年、園児、乗客、谷口宏美、亀澤蘭、くうさま 他） - 2シリーズ

2014年
- おじゃる丸（街の人）
- 寄生獣 セイの格率（2014年 - 2015年、ウェイトレス、女、女子大生）
- それいけ!アンパンマン（2014年 - 2016年、子供、焼きどうふくん〈6代目〉）
- ハピネスチャージプリキュア!（2014年 - 2015年、大森ゆうこ / キュアハニー）

2015年
- 俺物語!!（山崎菜々子、まお、女子3、女子クラスメイト1）
- クレヨンしんちゃん（2015年 - 2024年、子供A、湯上がり美人、おねいさんC、コンパニオン、レジ店員 他）
- 血界戦線（アンジェリカ）
- 新あたしンち（仲居(2)）
- ルパン三世 PART IV（リサ）

2016年
- orange（男子生徒、女子生徒、マリエ）
- 金田一少年の事件簿R（第2期）（相馬真紀）
- 競女!!!!!!!!（小刀沙弥）
- 少年アシベ GO! GO! ゴマちゃん（坂田の兄、ペッペッペッ・ソーランアレマ）
- ナースウィッチ小麦ちゃんR（なな）
- パズドラクロス（秘書）
- ふらいんぐうぃっち（女生徒、少年A）

2017年
- 名探偵コナン（2017年 - 2018年、蒲生小雪、教師）
- ドラゴンボール超（リブリアン）
- いぬやしき（安堂〈小学生〉、生徒）

2018年
- ハワイアンコヌ（モアナ）
- 狐狸之声（リン）

2020年
- 球詠（川﨑稜）

2021年
- コヌとたのしいおともだち（マヒナ）

2023年
- 天国大魔境（看護師）

2025年
- 誰ソ彼ホテル（将太の母）

### 劇場アニメ
2013年
- ルパン三世VS名探偵コナン THE MOVIE（エミリオファン）

2014年
- 映画 ハピネスチャージプリキュア! 人形の国のバレリーナ（大森ゆうこ / キュアハニー）

2015年
- 映画 プリキュアオールスターズ 春のカーニバル♪（大森ゆうこ / キュアハニー）

2016年
- 映画 プリキュアオールスターズ みんなで歌う♪奇跡の魔法!（大森ゆうこ / キュアハニー）
- ちえりとチェリー（勝太）

2017年
- 宇宙戦艦ヤマト2202 愛の戦士たち（エルダァ）

2018年
- 映画 HUGっと!プリキュア♡ふたりはプリキュア オールスターズメモリーズ（大森ゆうこ / キュアハニー）

2019年
- 劇場版シティーハンター 〈新宿プライベート・アイズ〉（海小坊主）

2020年
- 泣きたい私は猫をかぶる（日之出優美）

2021年
- 劇場版 BanG Dream! Episode of Roselia I：約束（2021年、リサの友人）

2022年
- ぼくらのよあけ（千石美智）

2023年
- 劇場版シティーハンター 天使の涙（海小坊主）

### Webアニメ
- 鳥取県八頭町PRアニメ K・I・S・E・K・I・R・E・I 〜キ・セ・キ・レ・イ〜（2015年、岡崎ユミ）
- ブラザーフッド ファイナルファンタジーXV（2016年、ルナフレーナ・ノックス・フルーレ）

### ゲーム
2014年
- ハピネスチャージプリキュア! かわルン☆コレクション（大森ゆうこ / キュアハニー）
- 戦国X
- 妖女大戦

2015年
- 妖怪百姫たん!（山精、鳳凰）
- Everybody's Gone to the Rapture 幸福な消失
- リング☆ドリーム 女子プロレス大戦（飯田知世子）

2016年
- メダロット ガールズミッション（国城さゆり）
- 薔薇に隠されしヴェリテ（マリー・アントワネット）
- ファイナルファンタジーXV（ルナフレーナ・ノックス・フルーレ）

2017年
- パシャ★モン（アリナ）
- ファイナルファンタジーXV エピソード イグニス（謎の声）

2018年
- プリキュア つながるぱずるん（大森ゆうこ / キュアハニー）
- FoodFantasy（ティラミス、ミルク、寿司）

2019年
- スーパードラゴンボールヒーローズ（リブリアン / リブリアン〈巨大化〉）
- スーパードラゴンボールヒーローズ ワールドミッション（リブリアン）

2021年
- WAR OF THE VISIONS ファイナルファンタジー ブレイブエクスヴィアス 幻影戦争（レミューレ）
- セブンナイツ2（メリッサ）
- ディシディア ファイナルファンタジー オペラオムニア（2017年 - 、ルナフレーナ・ノックス・フルーレ）

2023年
- 魔界戦記ディスガイア7（シーフォー）

2024年
- ドラゴンボール Sparking! ZERO（リブリアン）

### 吹き替え

#### 映画
- ヒート・ストローク（2014年、ジョー〈メイジー・ウィリアムズ〉[24]）
- ロック・ザ・カスバ!（2016年、サリーマ〈リーム・リューバニ〉）
- 私の居場所の見つけかた（2017年、ルーシー〈ステファニア・ラヴィー・オーウェン〉）
- 運び屋（2019年、ジニー〈タイッサ・ファーミガ〉[25]）※ソフト版
- ラスト・サマー 〜この夏の先に〜（2019年、フィービー〈マイア・ミッチェル〉）
- シェーン（2020年、マリアン・スターレット〈ジーン・アーサー〉[26]）※N.E.M版

#### ドラマ
- ウィッシュンプーフ（2015年、ビアンカ）
- ラブ シーズン3（2016年、ブルックリン）
- プルーブン・イノセント 冤罪弁護士（2019年）
- 黄金の私の人生（2019年、ソ・ジス〈ソ・ウンス〉[27]）
- アンビリーバブル たった1つの真実（2019年、アメリア）
- スーパーナチュラル シーズン14 #3（2019年、ローラ〈ナターシャ・カリス〉）
- 私の国（2020年）
- 花郎 希望の勇者たち（2021年、スヨン〈イ・ダイン〉）
- このエリアのクレイジーX（2021年）
- 今、私たちの学校は…（2022年、チャン・ハリ〈ハ・スンリ〉[28]）

#### アニメ
- ファイヤーバディ（2023年、ジューン・ラミレス[29]）
- 下の階には澪がいる（2024年、アニメ店員女、馬場ゆかり）

## ディスコグラフィ

### キャラクターソング
| 発売日         | 商品名                                                                       | 歌 | 楽曲                                           | 備考                                                                       |
| -------------- | ---------------------------------------------------------------------------- | --- | ---------------------------------------------- | -------------------------------------------------------------------------- |
| 2014年7月23日  | ハピネスチャージプリキュア！ ボーカルアルバム1 ～Hello!ハピネスフレンズ！～  | キュアハニー（北川里奈）                                                                                       | 「しあわせごはん愛のうた」                     | テレビアニメ『ハピネスチャージプリキュア！』関連曲                         |
| 2014年7月23日  | ハピネスチャージプリキュア！ ボーカルアルバム1 ～Hello!ハピネスフレンズ！～  | ハピネスチャージプリキュア!                                                                                    | 「幸せの合い言葉 〜Yes！ハピネスチャージ！〜」 | テレビアニメ『ハピネスチャージプリキュア！』関連曲                         |
| 2014年10月8日  | 勇気が生まれる場所                                                           | キュアラブリー（中島愛）、キュアプリンセス（潘めぐみ）、キュアハニー（北川里奈）、キュアフォーチュン（戸松遥） | 「勇気が生まれる場所」                         | アニメ映画『映画 ハピネスチャージプリキュア！ 人形の国のバレリーナ』挿入歌 |
| 2014年11月19日 | ハピネスチャージプリキュア！ ボーカルアルバム2 シャイニング☆ハピネスパーティ | 大森ゆうこ（北川里奈）                                                                                         | 「おいしい愛♥がある」                          | テレビアニメ『ハピネスチャージプリキュア！』関連曲                         |
| 2014年11月19日 | ハピネスチャージプリキュア！ ボーカルアルバム2 シャイニング☆ハピネスパーティ | 愛乃めぐみ（中島愛）、大森ゆうこ（北川里奈）、相楽誠司（金本涼輔）                                             | 「友達という魔法」                             | テレビアニメ『ハピネスチャージプリキュア！』関連曲                         |
| 2014年11月19日 | ハピネスチャージプリキュア！ ボーカルアルバム2 シャイニング☆ハピネスパーティ | キュアラブリー（中島愛）、キュアプリンセス（潘めぐみ）、キュアハニー（北川里奈）、キュアフォーチュン（戸松遥） | 「イノセントハーモニー」                       | テレビアニメ『ハピネスチャージプリキュア！』挿入歌                         |
| 2015年3月11日  | イマココカラ                                                                 | プリキュアオールスターズ                                                                                       | 「イマココカラ」                               | アニメ映画『映画 プリキュアオールスターズ 春のカーニバル♪』挿入歌          |
| 2020年5月27日  | Never Let You Go!/プラスマイナスゼロの法則                                   | 新越谷高校女子野球部                                                                                           | 「プラスマイナスゼロの法則」                   | テレビアニメ『球詠』エンディングテーマ                                     |
| 2020年5月27日  | Never Let You Go!/プラスマイナスゼロの法則                                   | 川﨑稜（北川里奈）                                                                                             | 「プラスマイナスゼロの法則」                   | テレビアニメ『球詠』関連曲                                                 |

### ユニットメンバー
1. ↑  中島愛、潘めぐみ、北川里奈、戸松遥
2. ↑  前田佳織里、天野聡美、野口瑠璃子、橋本鞠衣、永野愛理、北川里奈、富田美憂、宮本侑芽、本泉莉奈、白城なお